# Henk Hordijk
Hendrik (Henk) Hordijk (Utrecht, 19 september 1893 – Amsterdam, 4 december 1975) was een Nederlands voetballer.
Hordijk speelde tussen 1917 en 1927 194 wedstrijden voor AFC Ajax. Hij maakte deel uit van het eerste team van Ajax dat landskampioen werd in het seizoen 1917/1918. Daarnaast werd Hordijk geselecteerd voor het Nederlands elftal. Hij speelde negen wedstrijden in oranje, maar kwam er niet tot scoren. Bij Ajax werd hij in zijn laatste seizoen, 1926/1927, topscorer van de Amsterdamse club met negentien doelpunten in eenentwintig wedstrijden.